# Ernst Hasse
Pour les articles homonymes, voir Hasse.
Ernst Hasse, né le 14 février 1846 à Wurzen en Saxe et mort à Leipzig le 12 janvier 1908, est un nationaliste et un homme politique saxon. 

## Biographie
Il représente le Parti national-libéral au Reichstag de 1893 à 1903. Professeur de sciences politiques et universitaire de la ville de Leipzig, il est connu pour avoir été l'un des fondateurs de la ligue pangermaniste (Alldeutscher Verbanden en Allemand) en 1891,, ligue qu'il dirige de 1893 à 1908, date de sa mort.

## Ambitions politiques

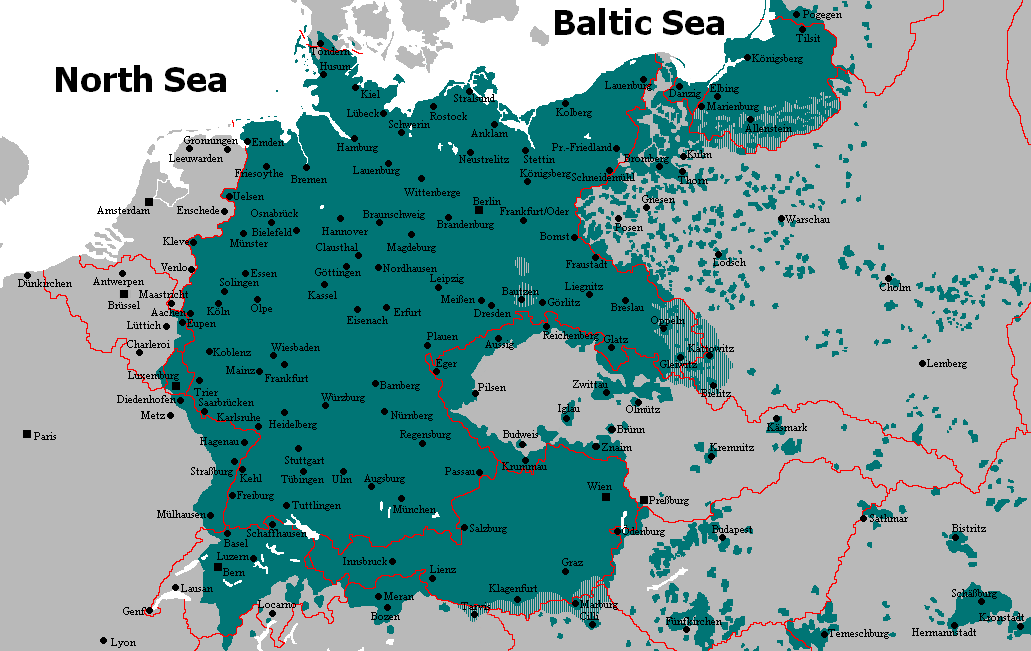
Sur cette carte figurent les zones de peuplement germanophones telles qu'identifiées en 1910. Il s'agit de la Grande Allemagne telle qu'envisagée par les pangermanistes.

### Une idéologie nationaliste et violente
Cette ligue, fortement antisémite est connue pour avoir fait la promotion d'un nationalisme exacerbé et d'une forte fierté allemande. Elle prônait de plus la réunion de tous les peuples germanophones d'Europe dans un espace appelé Grande Allemagne (Grossdeutschland en Allemand) et faisait preuve d'une forte volonté expansionniste. En outre, elle revendiquait une colonisation intra-européenne uniquement et s'inspira des écrits de Houston Chamberlain ainsi que de Joseph Arthur de Gobineau — deux écrivains fondateurs de la pensée racialiste — et son célèbre Essai sur l’inégalité des races humaines (1853-1855). 

### Un nationalisme exacerbé teinté de bellicisme
Hasse écrivit par ailleurs un ouvrage d'étude en trois volumes intitulé Politique Allemande (Deutsche Politik) entre 1905 et 1907 dans lequel il décrivit avec précision l'ambition du mouvement pangermaniste en Allemagne : « Ce principe est très simple. Il consiste dans la nécessité, commune à tous les êtres vivants, de se procurer le plus d'espace possible pour leur activité [Notons ici l'allusion faite au Lebensraum, l'espace vital prôné par les pangermanistes]. Si nous pouvons nous réclamer, dans nos revendications, d'anciennes possessions coloniales allemandes, tant mieux. Mais ce n'est pas nécessaire. Ce qui est indispensable, c'est d'avoir égard aux nécessités militaires qui, dans l'avenir comme dans le passé, peuvent exiger impérieusement l'annexion de parcelles de sol étranger.  
L'égoïsme sain de la race nous commande de planter nos poteaux-frontières dans le territoire étranger, comme nous l'avons fait à Metz [en 1870] plutôt que de rester sans nécessité en deçà des limites du domaine colonisé par nous. [...] Ces terres coloniales de l'avenir se composent [...] des vastes territoires occupés par les Polonais, les Tchèques, les Magyars, les Slovaques, les Slovènes, les Ladins, les Rhétiens, les Wallons, les Lituaniens, les Estoniens et les Finlandais. Tant que les territoires de ces petits peuples, mal faits pour créer des États nationaux, n'auront pas été répartis entre les grands États de l'Europe centrale, l'Europe ne pourra jamais avoir, n'aura jamais la paix. Cette répartition coûtera naturellement de dures guerres ». — Deutsche Grenzpolitik (Politique d’extension des frontières allemandes), Munich, 1906.